# Relatyzm
Relatyzm – jedna z odmian umiarkowanego relatywizmu teoriopoznawczego, zaproponowana przez Andrzeja L. Zachariasza w książce Poznanie teoretyczne. Jego konstytucja i status.
Ponieważ umiarkowany relatywizm nie jest stanowiskiem jednoznacznym, zaproponowane dla jednej z jego form określenie "relatyzm" ma uwypuklić przekonanie, że zasadnie słowa "prawda" używać można tylko w ramach określonego systemu znaczeń, w którym kategoria ta ma sens absolutny, tzn. ze względu na aktualny stan wiedzy w danej dziedzinie jest nieprzekraczalna. W ramach innego systemu znaczeń (odległego historycznie lub kulturowo) może być inaczej. 
W dziedzinie teorii poznania, a także filozofii kultury, relatyzm utożsamiany jest przez Zachariasza z anatelizmem.
Różnice między skrajnym relatywizmem, relatywizmem umiarkowanym a relatyzmem oddać można w następujący sposób. O teorii (mechanice) Newtona: 
- typowy skrajny relatywista (np. Nietzsche) powie, że jest to jedna z wielu prawd o kosmosie, taka samo prawdziwa jak mechanika Arystotelesa;
- typowy umiarkowany relatywista (np. Popper) powie, że jest to pewne przybliżenie do prawdy, które z biegiem czasu zastąpione zostało lepszym (Einstein) ujęciem (i w tym przypadku mamy prawo oczekiwać, że zastąpione zostanie lepszym, od einsteinowskiego, ujęciem);
- relatysta powie, że mechanika Newtona była prawdą absolutną, bo nikt nie był w stanie zaproponować innego ujęcia. Przez dłuższy czas wyjaśniała prawie wszystko, do wyjaśnienia czego została powołana. Nie jest, w danym momencie historycznym, ani żadnym przybliżeniem od prawdy (np. w sensie popperowskiej verisimilitude), ani jedną z wielu prawd o mechanice, bo takich wielu prawd w danym momencie historycznym po prostu nie było (przynajmniej w naukowym obiegu). Oczekiwał będzie pojawienia się nowej teorii, która również, gdy już zostanie ugruntowana, zostanie zabsolutyzowana, w tym sensie, że nie będzie dla niej kontrpropozycji.

Pozostając (...) na gruncie sformułowanego tutaj stanowiska teoretycznego, które (...) określaliśmy jako relatyzm, możemy (...) stwierdzić, że każdorazowo ujęcia zarówno bytu jak i wartości wyznaczane są zarówno strukturą oporności rzeczywistości przedmiotowej, oraz możliwościami poznawczymi teoretycznej aktywności podmiotu. Sytuacja ta nie wyklucza zatem wielości tego rodzaju ujęć, a tym samym i wielości formułowanych na temat bytu i wartości koncepcji teoretycznych. (Andrzej Zachariasz, Poznanie teoretyczne)